# ルイス・ド・デュラス (第2代フェヴァシャム伯)

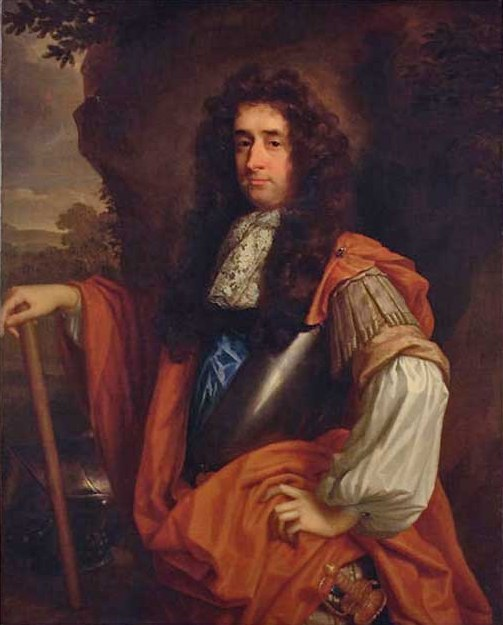
フェヴァシャム伯ルイス・ド・デュラス

第2代フェヴァシャム伯ルイス・ド・デュラス（Louis de Duras, 2nd Earl of Feversham, KG, PC, 1641年 - 1709年4月19日）は、イギリスの貴族・軍人。フランス出身ながらイングランドへ渡り貴族に列せられた。父はデュラス侯ギー・アルドンス・ド・デュルフォール、母はブイヨン公兼スダン公アンリ・ド・ラ・トゥール・ドーヴェルニュの娘エリザベート＝シャルロット。デュラス公ジャック・アンリ・ド・デュルフォールとロルジュ公ギー・アルドンス・ド・デュルフォールは兄で、フランス大元帥テュレンヌ子爵は母方の叔父に当たる。
1663年にヨーク公ジェームズ（後のジェームズ2世）の招きでイングランドへ着くと帰化、1665年にチャールズ2世に近衛騎兵第3中隊隊長に任命され、1673年にデュラス男爵に叙せられ、1676年にフェヴァシャム伯ジョージ・ゾンデの娘で共同相続人のメアリーと結婚、翌1677年に義父が亡くなりフェヴァシャム伯位を継承した。1679年に主馬頭、翌1680年には王妃キャサリンの家令、1682年に寝室係侍従となり、1685年のチャールズ2世の臨終を看取った。
ジェームズ2世が即位すると枢密院議員に選ばれ、モンマス公爵ジェームズ・スコットが反乱を起こすと司令官に任命され反乱を鎮圧、恩賞としてガーター勲章と近衛騎兵第1中隊隊長の地位を獲得、1686年に陸軍総司令官に就任した。しかし、実際に反乱鎮圧に貢献したのは部下のジョン・チャーチルで、セッジムーアの戦いでチャーチルが奮戦したのと対照的に、戦場到着が遅れて戦功を残さなかったにもかかわらずジェームズ2世に厚遇されたことをバッキンガム公ジョージ・ヴィリアーズから喜劇『セッジムーアの戦い』で痛烈に皮肉られている。
1688年にオランダ総督ウィレム3世がイングランドに上陸して名誉革命が起こると迎撃のためジェームズ2世・チャーチルらと共にロンドンから出陣したが、会議の結果ロンドンへ引き返す途中でチャーチルが寝返り、離反者が続出して軍は抵抗力を無くしていった。
ロンドンに戻ったジェームズ2世からオランダ軍の抵抗を禁止する手紙を受け取り、ジェームズ2世の脱走を見届けた後は軍を集めて解散させたが、武装解除しなかったため規律のない兵隊が散らばり一時ロンドンは不穏な状態に置かれた（ジェームズ2世の脱走後発足した暫定政権の命令で軍隊に復帰）。また、暫定政権の命令でケントで捕虜となっていたジェームズ2世をロンドンへ連れ戻し、ウィンザーで待機していたウィレム3世に交渉を提案したジェームズ2世の書状を渡したが、治安悪化と中途半端な妥協でウィレム3世の不興を買い捕らえられた。キャサリンの取り成しで解放されたが、翌1689年に近衛騎兵第1中隊隊長を解任された。以後は目立った活動がないまま1709年に死去。妻メアリーとの間に子供がなく1679年に先立たれ、フェヴァシャム伯位は消滅した。